# تجمع عرشمات (ثمود)

تعديل مصدري - تعديل

تجمع عرشمات هي إحدى قرى عزلة ثمود بمديرية ثمود التابعة لمحافظة حضرموت، بلغ تعداد سكانها 94 نسمة حسب تعداد اليمن لعام 2004.